# Коридалос
Коридалос (на гръцки: Κορυδαλλός) е град в Гърция. Населението му е 63 445 жители (според данни от 2011 г.), а площта 4,324 кв. км. Намира се в часова зона UTC+2. Пощенският му код е 181 xx, телефонния 210, а МПС кода Z. Част е от Атинския метрополен район.